# Jardin des Deux-Rives
Le jardin des Deux-Rives (allemand : Garten der zwei Ufer) est un parc public transfrontalier entre la ville de Strasbourg en France et la ville de Kehl en Allemagne. Il est situé de part et d'autre du Rhin avec une passerelle pour relier les deux parties.

## Historique

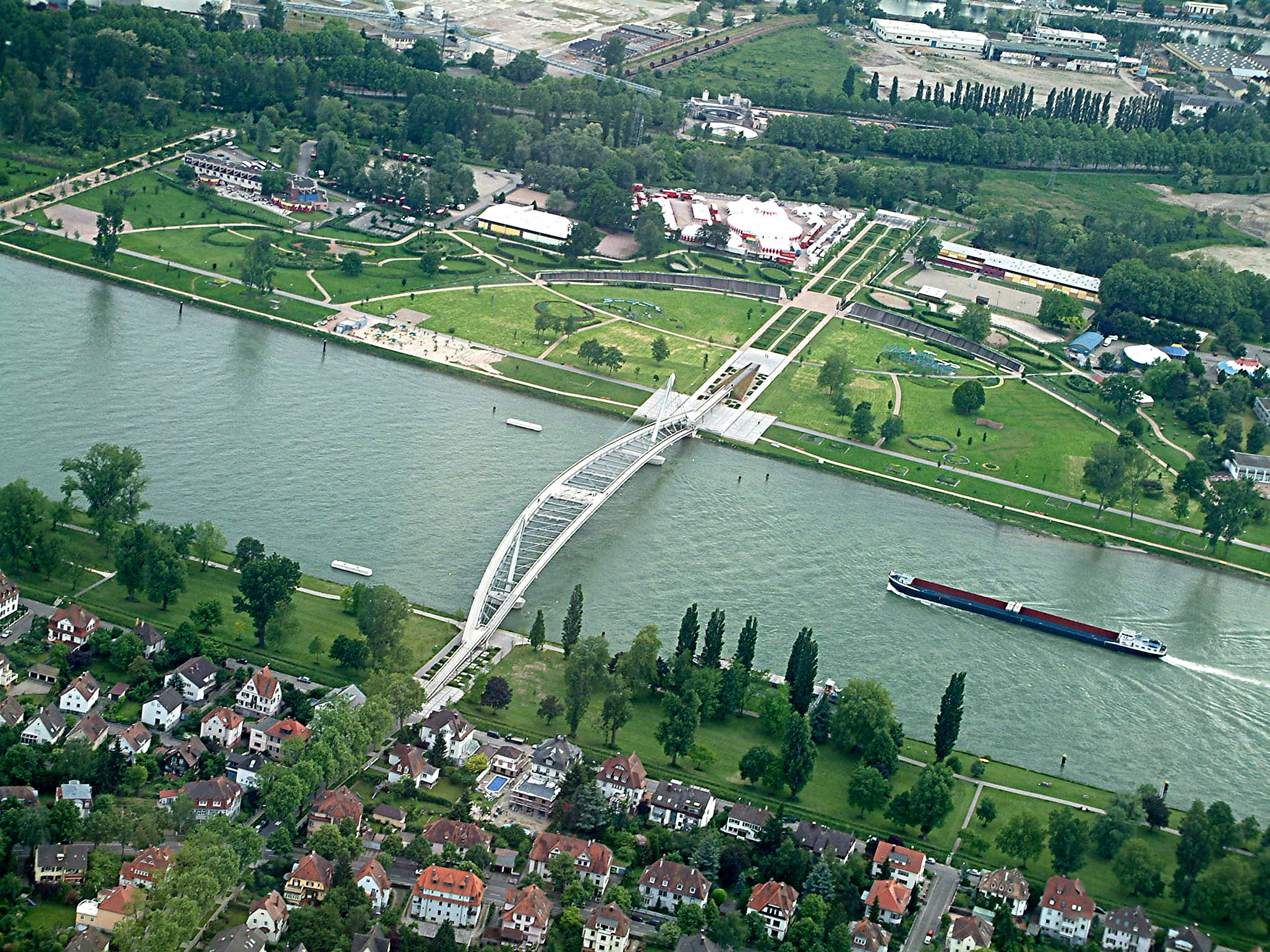
Vue aérienne du jardin, depuis Kehl.

Côté français, la ville de Strasbourg avait fait construire un hippodrome sur les bords du Rhin en 1925. Au cours de la Seconde Guerre mondiale, il a été utilisé comme terrain d'entrainement par la Wehrmacht. 
Dans les années 1960, l'ancien hippodrome est transformé en parc public nommé parc du Rhin. Un grand jet d'eau se trouvait au nord du parc, près du pont de l'Europe. Le parc comportait un motel et une piscine en plein air, la piscine du Rhin. Une auberge de jeunesse est construite au sud du parc dans les années 1980. En 1986, la piscine est transformée en centre aquatique baptisé Océade. Elle est définitivement fermée dix ans plus tard en 1996.
Côté allemand existait déjà la « Rheinpromenade » ou promenade du Rhin.
L'idée d'un parc transfrontalier a vu le jour en 1995 à l'initiative de Michel Krieger. Le but était l'aménagement d'un espace frontalier d'environ 150 hectares en un jardin au centre duquel s'élèverait une passerelle moderne pour piétons et cyclistes, dans un ensemble harmonieux. 
La création du jardin des Deux Rives a été confiée au paysagiste allemand Rüdiger Brosk, basée à Essen et Düsseldorf. Le paysagiste a choisi de donner une structure circulaire au vaste parc paysager transfrontalier comprenant 56 hectares divisés par le Rhin, évoquant l'Europe et de le doter d'escaliers d'eau et de cascades.
L'architecte parisien Marc Mimram a conçu la passerelle qui relie les deux rives.
Les travaux du jardin des Deux Rives ont débuté le 4 novembre 2002 du côté français alors qu'ils avaient commencé 10 mois auparavant côté allemand. Le changement de municipalité à Strasbourg avait provoqué des inquiétudes côté allemand quant à la continuation du projet, il a vu pourtant le jour à la période prévue, en avril 2004.
Les premières floralies (« Landesgartenschau » en allemand, évènement biennal patronné par le Bade-Wurtemberg) frontalières ont eu lieu, du 23 avril au 10 octobre 2004 et ont marqué l'inauguration officielle de ce projet à la fois symbolique et bien ancré dans la réalité des deux villes et dans la vie quotidienne de leurs habitants.
Depuis 2005, l'orchestre philharmonique de Strasbourg organise chaque été un grand concert en plein air dans le parc : la symphonie des Deux Rives.

## Le jardin

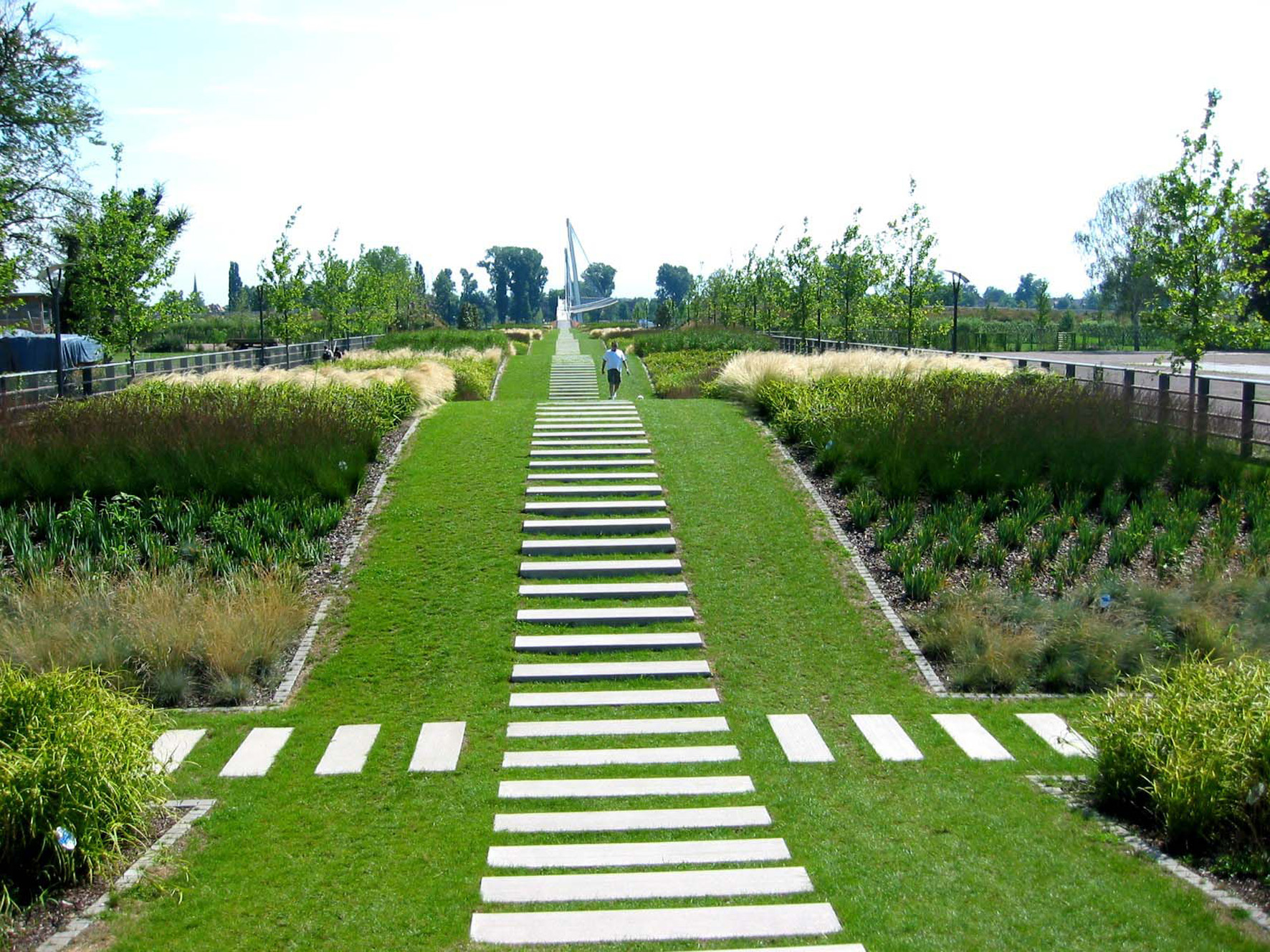
Vue de l'allée.

La partie française du jardin des Deux Rives compte 19 jardins éphémères dont les thèmes étaient souvent en rapport avec l'eau. Sa longitude est 7.798968 tandis que sa latitude est 48.568386. 

## La passerelle
Une passerelle relie les deux parties du jardin, nommée passerelle des Deux Rives ou passerelle Mimram du nom de l'architecte parisien Marc Mimram qui l'a conçue et est le créateur de nombreux ponts et passerelles en France. Cette passerelle moderne, véritable ouvrage d'art, exclusivement pour piétons et cyclistes, accessibles aux handicapés, est composée de deux tabliers qui se rejoignent au centre et forment une place de détente et un point de vue inédit sur le Rhin. La passerelle est l'élément central du jardin et se veut un trait d'union moderne entre les deux peuples voisins.
Lors du sommet de l'OTAN de 2009 qui se tenait à Strasbourg et à Kehl, les chefs d'État emmenés par la chancelière allemande Angela Merkel se retrouvèrent le 4 avril au milieu de la passerelle où les attendait Nicolas Sarkozy arrivé lui du côté français. Cette passerelle figure sur le logo du sommet. 

## Desserte
Le jardin des Deux Rives est desservi par la ligne 2 de la CTS et, depuis le 29 avril 2017, par la ligne D du tramway de Strasbourg via la station Port du Rhin du côté français, et Kehl Bahnhof (gare de Kehl) côté allemand, située à 300 m.